# Turnov
 Ikke at forveksle med Trutnov.
Turnov (tjekkisk udtale: [ˈturnof]; tysk: Turnau) er en by i distriktet Semily i regionen Liberec i Tjekkiet med omkring 14.000 indbyggere. Den er et traditionelt center for smykkestenspolering, glashåndværk og kunst. Den historiske bymidte er velbevaret og er beskyttet ved lov som en kulturmonument.
Byen er et vigtigt trafikknudepunkt. Turnov har et stort museum, tre gallerier, seks kirker og en synagoge. Den lille gamle bydel i middelalderstil er omgivet af moderne havekvarterer og store parker, der repræsenterer en organisk forbindelse mellem byområder og natur.

## Inddeling
Bydele af Bukovina og landsbyerne Daliměřice, Dolánky u Turnova, Hrubý Rohozec, Kadeřavec, Kobylka, Loužek, Malý Rohozec, Mašov, Mokřiny, Pelešany og Vazovec er administrative dele af Turnov.

## Geografi
Turnov ligger omkring 19 km syd for Liberec. Floden Jizera løber gennem byen som ligger i Jičín-højlandet. Det højeste punkt er bakken Cestník på 421 meter over havets overflade. Turnov ligger i nærheden af det beskyttede landskab Det bøhmiske paradis, som gør byen til et yndet sted for turister og sommerbeboere.

## Historie
Den første skriftlige omtale af Turnov er i et skøde fra kong Ottokar 2. fra 1272. Turnov blev grundlagt omkring 1250 af Jaroslav og Havel af Markvartice på en klippeudløber med udsigt over Jizera-floden. Et dominikanerkloster blev grundlagt af Sankt Zdislava, hustru til Sir Havel. I løbet af middelalderen kom Turnov i besiddelse af de adelige huse Wartenberg og Smiřický. Middelalderbyen blev brændt af lausitzke korsfarere i 1468 og under Trediveårskrigen af svenskere i 1643, samt en brand i 1707.
Turnov har længe været kendt for sin ekspertise med ædelsten. Det tiltrak mange middelalderlige håndværkere og kunsthåndværkere, der producerede smykker ud fra de lokale bøhmiske smykkesten granater. Den første europæiske tekniske skole til forarbejdning af ædelstene, metaller og smykker, blev grundlagt i Turnov i 1884 og eksisterer stadig som en af de bedste skoler af denne type i verden. 

## Seværdigheder
Rådhuset fra renæssancen i Turnov stammer fra 1562, mens dets tre historiske kirker stammer fra hele det 14.-19. århundrede. I en forstad ligger Hrubý Rohozec, bygget i 1250 og senere ombygget til et slot ; i dag er der adgang for offentligheden. Selve kommunen er nu ejer af Valdštejn-slottet, den berømte Wallenstein-families vugge, som også er åben for turister.
Museum for Det bøhmiske paradis, i Turnov har en betydelig samling af ædelstene og smykker samt udstillinger om geologi, arkæologi og folklore. Det blev grundlagt i 1886.